# 조지 킹즐리 지프
조지 킹즐리 지프(영어: George Kingsley Zipf, 영어 발음: /ˈdʒɔːrdʒ ˈkɪŋzli ˈzɪf/, 1902년 1월 7일~1950년 9월 25일)는 미국의 언어학자, 문헌학자이다. 서로 다른 언어간의 통계적 특성을 연구했다.
지프는 하버드 대학교에서 독어과 학과장이었으며 강의자(University Lecturer, 본인이 선택하는 어떤 과목이라도 가르칠 수 있음을 의미)로 일했다. 그는 중국어와 인구 통계에 대해 연구했으며, 그의 연구 성과는 인터넷과 국가 내 소득 분포, 그리고 기타 여러 가지 종류의 데이터 집합의 특성에 대한 설명을 제공해 준다.

## 지프의 법칙
지프는 지프의 법칙의 발견자이다. 지프의 법칙에 따르면 사용 빈도가 높은 단어는 소수이고, 다수 혹은 대부분의 단어들은 사용 빈도가 낮다. 이는 아래와 같은 수식으로 표현된다.
{\displaystyle P_{n}\sim 1/n^{a}}
Pn은 사용 빈도 순위 n번째 단어의 사용 빈도이고, 지수 a는 1에 가까운 값이다. 두 번째 단어의 빈도는 첫 번째 단어의 빈도의 약 1/2이 되며, 세 번째 단어는 첫 번째 단어의 약 1/3이 되는 식의 관계가 성립된다. .
단일 국가 내에서 개인 소득의 순위 대 빈도 분포도 이 법칙에 매우 가까운 형태를 보인다. 소득 분포가 지프의 법칙을 따르는 상태를 소득 분포의 정규 곡선 상태라고 보았을 때, 이러한 정규 곡선화 상태가 깨진다는 것은 혁명을 비롯한 변화에 대한 사회적 압력이 높아지는 징후이다. 지프의 1941년 저작 “National Unity and Disunity”에서 그는 1940년 인도네시아의 소득 분포 곡선이 정규화 상태를 벗어난 점을 들어 혁명이 일어날 것을 예상했다. 5년 후인 1945년 인도네시아에서는 실제로 혁명이 발생했다.

## 같이 보기
- 로렌츠 곡선
- 멱법칙
- 벤포드의 법칙
- 파레토 법칙

## 참고 문헌
- Zipf, George Kingsley (1932): Selected Studies of the Principle of Relative Frequency in Language. Cambridge (Mass.).
- (1935): The Psycho-Biology of Language. Cambridge (Mass.).
- (1941): National unity and disunity
- (1946): The P1 P2/D Hypothesis: On the Intercity Movement of Persons. American Sociological Review, vol. 11, Dec, pp. 677
- (1949): Human behavior and the principle of least effort